# Lijst van gemeentelijke monumenten in Haren (Groningen)
Het dorp Haren in de gemeente Groningen kent 41 gemeentelijke monumenten:
| Object | Bouwjaar                           | Architect                                  | Locatie                           | Coördinaten                   | Nr.           | Afbeelding                                                                                               |
| --- | ---------------------------------- | ------------------------------------------ | --------------------------------- | ----------------------------- | ------------- | --- |
| Vm. DAF-garage                                                                                            | 1935                               |                                            | Emmalaan 1b                       | 53° 10' 13" NB, 6° 36' 20" OL | 0017/wikinr19 | Meer afbeeldingen                                                                                        |
| Dubbel woonhuis met kenmerken van de Engelse landhuisstijl (De Vijfruit)                                  | ca. 1939                           | L.van der Zee                              | Emmalaan 5-5a                     | 53° 10' 14" NB, 6° 36' 14" OL | 0017/wikinr20 | Meer afbeeldingen                                                                                        |
| Woonhuis met kenmerken van de Chaletstijl en de Engelse landhuisstijl (De Oversteenlanden)                | ca. 1936                           |                                            | Emmalaan 13                       | 53° 10' 13" NB, 6° 36' 10" OL | 0017/wikinr21 | Meer afbeeldingen                                                                                        |
| Voormalig Zoölogisch laboratorium                                                                         | 1953                               | ir. J. de Bruin van de Rijksgebouwendienst | Kerklaan 30                       | 53° 10' 40" NB, 6° 36' 13" OL | 0017/wikinr87 | Meer afbeeldingen                                                                                        |
| Christelijke Basisschool De Borg                                                                          | 1927                               |                                            | Kerkstraat 20                     | 53° 10' 24" NB, 6° 36' 28" OL | 0017/wikinr22 | Upload foto                                                                                              |
| Woonhuis in Engelse landhuisstijl                                                                         | ca. 1922                           |                                            | Lutsborgweg 43                    | 53° 9' 36" NB, 6° 36' 34" OL  | 0017/wikinr23 | Woonhuis in Engelse landhuisstijl                                                                        |
| Woonhuis met Jugendstil- en Chaletstijlkenmerken                                                          | ca. 1915                           |                                            | Meerweg 16                        | 53° 10' 21" NB, 6° 36' 7" OL  | 0017/wikinr24 | Woonhuis met Jugendstil- en Chaletstijlkenmerken                                                         |
| De Paalkoepel                                                                                             | 1908 1984 (verb.)                  |                                            | Meerweg 225                       | 53° 9' 41" NB, 6° 34' 23" OL  | 0017/wikinr25 | Meer afbeeldingen                                                                                        |
| Clubgebouw Vereniging Watersport De Twee Provinciën                                                       | 1917 1987 (rest.)                  | J. Kuiler                                  | Meerweg 227                       | 53° 9' 38" NB, 6° 34' 17" OL  | 0017/wikinr26 | Clubgebouw Vereniging Watersport De Twee Provinciën                                                      |
| Boothuizen jachthaven Zuidwesthoek                                                                        | 1920 ca. 1982 (renov.)             |                                            | tussen Meerweg 231 en 235         | 53° 9' 34" NB, 6° 34' 5" OL   | 0017/wikinr27 | Meer afbeeldingen                                                                                        |
| Uitkijktoren restaurant De Twee Provinciën                                                                | 1935                               | L. van der Zee                             | Meerweg 245                       | 53° 9' 36" NB, 6° 34' 1" OL   | 0017/wikinr28 | Uitkijktoren restaurant De Twee Provinciën                                                               |
| Woonhuis in expressionistische stijl                                                                      | 1931                               | Van Wijk en Broos                          | Middelhorsterweg 94               | 53° 10' 9" NB, 6° 37' 18" OL  | 0017/wikinr29 | Upload foto                                                                                              |
| Landhuis in Engelse landhuisstijl (Gedang Soebang)                                                        | ca. 1925                           |                                            | Molenweg 18                       | 53° 10' 31" NB, 6° 36' 20" OL | 0017/wikinr30 | Landhuis in Engelse landhuisstijl(Gedang Soebang)                                                        |
| Woonhuis met kenmerken van de Amsterdamse Schoolstijl                                                     | 1930                               | Gramsbergen                                | Onnerweg 13-15                    | 53° 10' 4" NB, 6° 36' 58" OL  | 0017/wikinr31 | Woonhuis met kenmerken van de Amsterdamse Schoolstijl                                                    |
| Boerderij Oude Hof                                                                                        | 1923                               | H. Hofstee                                 | Oosterweg 123                     | 53° 11' 4" NB, 6° 36' 23" OL  | 0017/wikinr32 | Upload foto                                                                                              |
| Woonhuis met elementen van de Amsterdamse Schoolstijl (Den Horn)                                          | ca. 1930                           |                                            | Oosterweg 129                     | 53° 11' 8" NB, 6° 36' 18" OL  | 0017/wikinr33 | Upload foto                                                                                              |
| Burgemeester Boeremapark                                                                                  | ca. 1936                           |                                            | t.o. Parkweg 19                   | 53° 10' 10" NB, 6° 36' 58" OL | 0017/wikinr34 | Upload foto                                                                                              |
| Boerderij met dwarshuis (Vossenplaats)                                                                    | 1784                               |                                            | Rijksstraatweg 9                  | 53° 10' 60" NB, 6° 35' 7" OL  | 0017/wikinr35 | Boerderij met dwarshuis(Vossenplaats)                                                                    |
| Woonhuis met kenmerken van de Amsterdamse Schoolstijl (Esserhuis)                                         | 1929                               | Kuiler en Drewes                           | Rijksstraatweg 12                 | 53° 11' 10" NB, 6° 35' 17" OL | 0017/wikinr36 | Woonhuis met kenmerken van de Amsterdamse Schoolstijl(Esserhuis)                                         |
| Woonhuis in Engelse landhuisstijl (De Zonnewijzer)                                                        | ca. 1928                           | A.R. Wittop Koning                         | Rijksstraatweg 15                 | 53° 11' 4" NB, 6° 35' 19" OL  | 0017/wikinr37 | Upload foto                                                                                              |
| Villa Esserberg (Internationale School)                                                                   | begin 20ste eeuw                   |                                            | Rijksstraatweg 24                 | 53° 11' 4" NB, 6° 35' 25" OL  | 0017/wikinr38 | Meer afbeeldingen                                                                                        |
| Boerderij van het Oldambster type                                                                         | eind 19de eeuw                     |                                            | Rijksstraatweg 47                 | 53° 10' 46" NB, 6° 35' 26" OL | 0017/wikinr39 | Upload foto                                                                                              |
| Landhuis in Engelse landhuisstijl (De Holten)                                                             | 1924                               | Jan en Geert Siccama                       | Rijksstraatweg 50                 | 53° 10' 53" NB, 6° 35' 38" OL | 0017/wikinr40 | Landhuis in Engelse landhuisstijl(De Holten)                                                             |
| Landhuis in Engelse landhuisstijl                                                                         | begin 20ste eeuw                   | Derk Smit (jr.)                            | Rijksstraatweg 55-57              | 53° 10' 50" NB, 6° 35' 36" OL | 0017/wikinr41 | Landhuis in Engelse landhuisstijl                                                                        |
| Landhuis met kenmerken van de Chaletstijl en de Engelse landhuisstijl (Huize Welkom)                      | 1919                               | M.G. Eelkema                               | Rijksstraatweg 59                 | 53° 10' 49" NB, 6° 35' 38" OL | 0017/wikinr42 | Landhuis met kenmerken van de Chaletstijl en de Engelse landhuisstijl(Huize Welkom)                      |
| Landhuis in paleisstijl met Um 1800-elementen (Henri Daniel Guyot Instituut, Huis Hemmen)                 | 1805 ca. 1841 (verb.) 1918 (verb.) | Kuiler en Drewes (1918)                    | Rijksstraatweg 63                 | 53° 10' 46" NB, 6° 35' 41" OL | 0017/wikinr43 | Landhuis in paleisstijl met Um 1800-elementen(Henri Daniel Guyot Instituut, Huis Hemmen)                 |
| Woningblok met kenmerken van de Amsterdamse Schoolstijl (oorspr. met winkels)                             | 1936                               | Wildeboer en Overzet                       | Rijksstraatweg 98, 98-1 en 98 a-g | 53° 10' 34" NB, 6° 36' 2" OL  | 0017/wikinr44 | Woningblok met kenmerken van de Amsterdamse Schoolstijl (oorspr. met winkels)                            |
| Woonhuis in de stijl van de Jugendstil                                                                    | 1908                               |                                            | Rijksstraatweg 126                | 53° 10' 29" NB, 6° 36' 6" OL  | 0017/wikinr45 | Woonhuis in de stijl van de Jugendstil                                                                   |
| Hoekpand in eclectische stijl met Jugendstil-tegeltableaus                                                | 1925                               |                                            | Rijksstraatweg 143-149            | 53° 10' 24" NB, 6° 36' 8" OL  | 0017/wikinr46 | Upload foto                                                                                              |
| Woonhuis met kenmerken van de Engelse landhuisstijl (Terborgshof, ook wel Terborghs Hof)                  | ca. 1930                           | Nijhuis en Reker                           | Rijksstraatweg 215                | 53° 10' 13" NB, 6° 36' 22" OL | 0017/wikinr47 | Woonhuis met kenmerken van de Engelse landhuisstijl(Terborgshof, ook wel Terborghs Hof)                  |
| Woonhuis met Jugendstil-elementen                                                                         | ca. 1908 ca. 1980 (dakkapellen)    |                                            | Rijksstraatweg 263                | 53° 9' 54" NB, 6° 36' 36" OL  | 0017/wikinr48 | Woonhuis met Jugendstil-elementen                                                                        |
| Woonhuis met kenmerken van de Engelse landhuisstijl (De Vennen, hoofdkantoor van Het Groninger Landschap) | 1920                               | A.R. Wittop Koning                         | Rijksstraatweg 333                | 53° 9' 31" NB, 6° 36' 51" OL  | 0017/wikinr49 | Woonhuis met kenmerken van de Engelse landhuisstijl(De Vennen, hoofdkantoor van Het Groninger Landschap) |
| Woonhuis in de stijl van de Amsterdamse School (Het Fortje)                                               | ca. 1928                           | Egb. Reitsma                               | Rijksstraatweg 342                | 53° 9' 24" NB, 6° 37' 2" OL   | 0017/wikinr50 | Woonhuis in de stijl van de Amsterdamse School(Het Fortje)                                               |
| Woonhuis met kenmerken van de Jugendstil en de Chaletstijl (Mimosa)                                       | 1904                               |                                            | Rijksstraatweg 368                | 53° 9' 15" NB, 6° 37' 15" OL  | 0017/wikinr51 | Upload foto                                                                                              |
| Dubbel woonhuis met kenmerken van de Jugendstil en de Chaletstijl                                         | ca. 1917                           |                                            | Rijksstraatweg 373-375            | 53° 10' 9" NB, 6° 36' 27" OL  | 0017/wikinr52 | Upload foto                                                                                              |
| Woonhuis met kenmerken van de Engelse landhuisstijl (De Vreeburgh)                                        | ca. 1922                           |                                            | Rijksstraatweg 384                | 53° 9' 2" NB, 6° 37' 27" OL   | 0017/wikinr53 | Upload foto                                                                                              |
| Woonhuis met kenmerken van de Engelse landhuisstijl (De Krekel)                                           | 1920                               | A.R. Wittop Koning                         | Ruitersteeg 6                     | 53° 9' 54" NB, 6° 36' 31" OL  | 0017/wikinr54 | Upload foto                                                                                              |
| Dubbel woonhuis met kenmerken van de Engelse landhuisstijl                                                | begin 20ste eeuw                   |                                            | Viaductweg 18-20                  | 53° 9' 4" NB, 6° 37' 36" OL   | 0017/wikinr55 | Upload foto                                                                                              |
| Dubbel woonhuis met kenmerken van de Engelse landhuisstijl                                                | 1935                               | A.J. Feberwee                              | Viaductweg 22-24                  | 53° 9' 4" NB, 6° 37' 37" OL   | 0017/wikinr56 | Upload foto                                                                                              |
| Woonhuis in een lokale variant van de Engelse landhuisstijl (De Wachter)                                  | 1935                               | J. Beckering Vinckers                      | Weg voor de Jagerskampen 9        | 53° 10' 13" NB, 6° 36' 33" OL | 0017/wikinr57 | Upload foto                                                                                              |
| Woonhuis met kenmerken van de Engelse landhuisstijl (vroeger Vlierhof geheten)                            | 1926 1928 (aanbouw)                | Strijbos Fels                              | Westerse Drift 125                | 53° 9' 52" NB, 6° 36' 21" OL  | 0017/wikinr58 | Upload foto                                                                                              |